# 827
827 (DCCCXXVII) fue un año común comenzado en martes del calendario juliano, en vigor en aquella fecha.

## Acontecimientos
- Valentín sucede a Eugenio II como papa.
- Gregorio IV sucede a Valentín como papa.
- Ataque frustrado de tropas musulmanas al cargo de Abu Marwan de conquistar Barcelona, aunque asalta Gerona sin conseguir entrar.
- La dinastía de los aglabíes, leales al califa abasida Al-Mamún, atacan Sicilia con éxito bajo el reinado de Abu Ishak Ibrahim II.

## Fallecimientos
- 27 de agosto - Eugenio II, papa.
- 16 de noviembre - Valentín, papa.